# 雪宝顶
雪宝顶也写作雪宝鼎，古称雪栏山，藏语称“夏尔冬日”（ཤར་དུང་རི། Shar dung ri），意为东方海螺山。是中国西部岷山山脉的最高峰，海拔5588米，地处四川省阿坝藏族自治州松潘县境内。

## 地理环境
雪宝顶坐落于岷山山脉南段，为岷江重要源头之一。雪宝顶雪线海拔约为4700米，山峰主体由石炭纪的石灰岩构成。海拔4500米左右的地带为高山草甸，4000米以下则为森林和灌木林。山峰北侧为世界自然遗产黄龙风景名胜区。

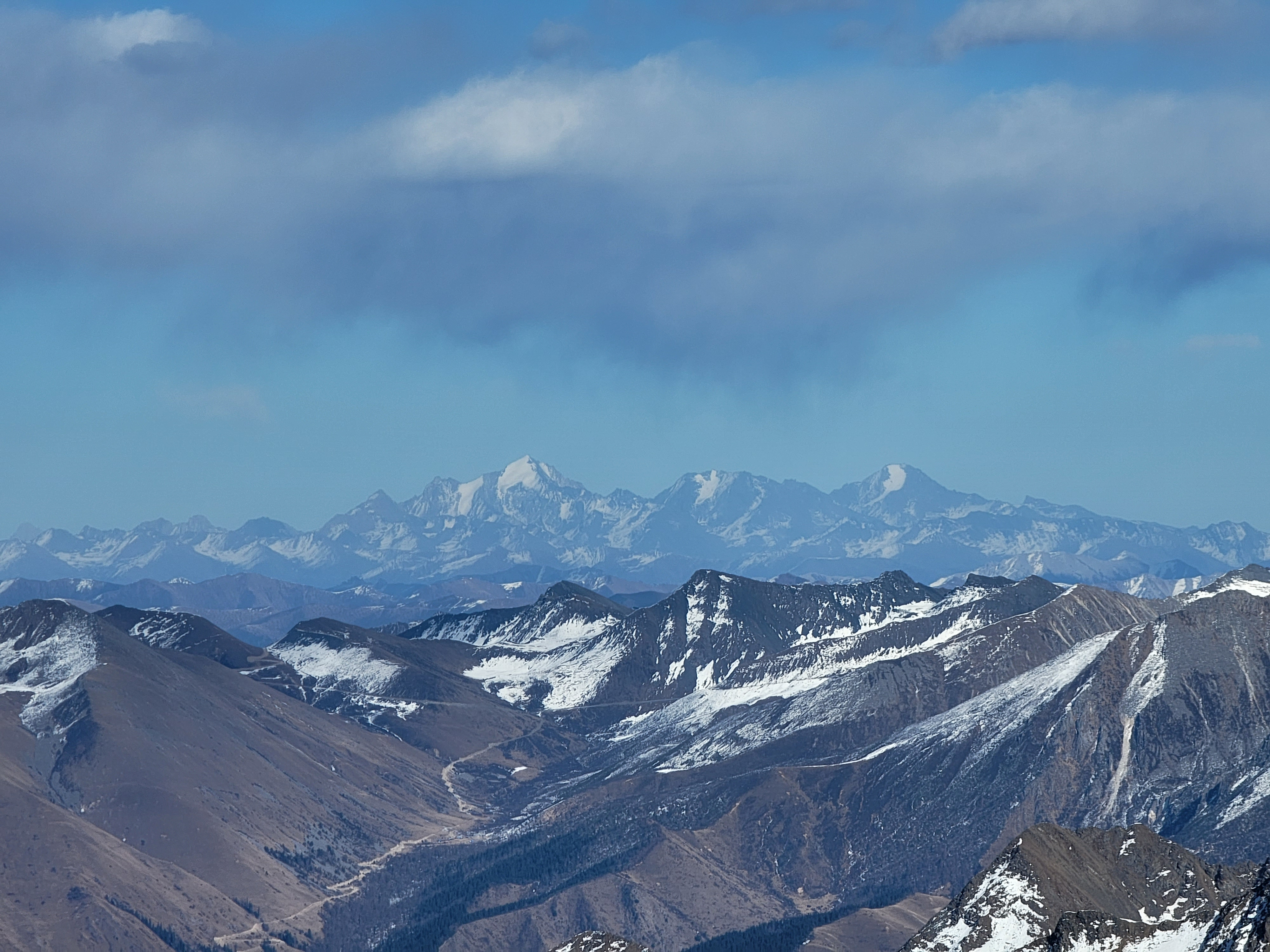
从达古冰川远眺雪宝顶（从左到右依次为：雪宝顶、四根香峰、小雪宝顶）

## 登山
雪宝顶的路线短，攀登难度较低，目前已成为众多登山爱好者的起步山峰。

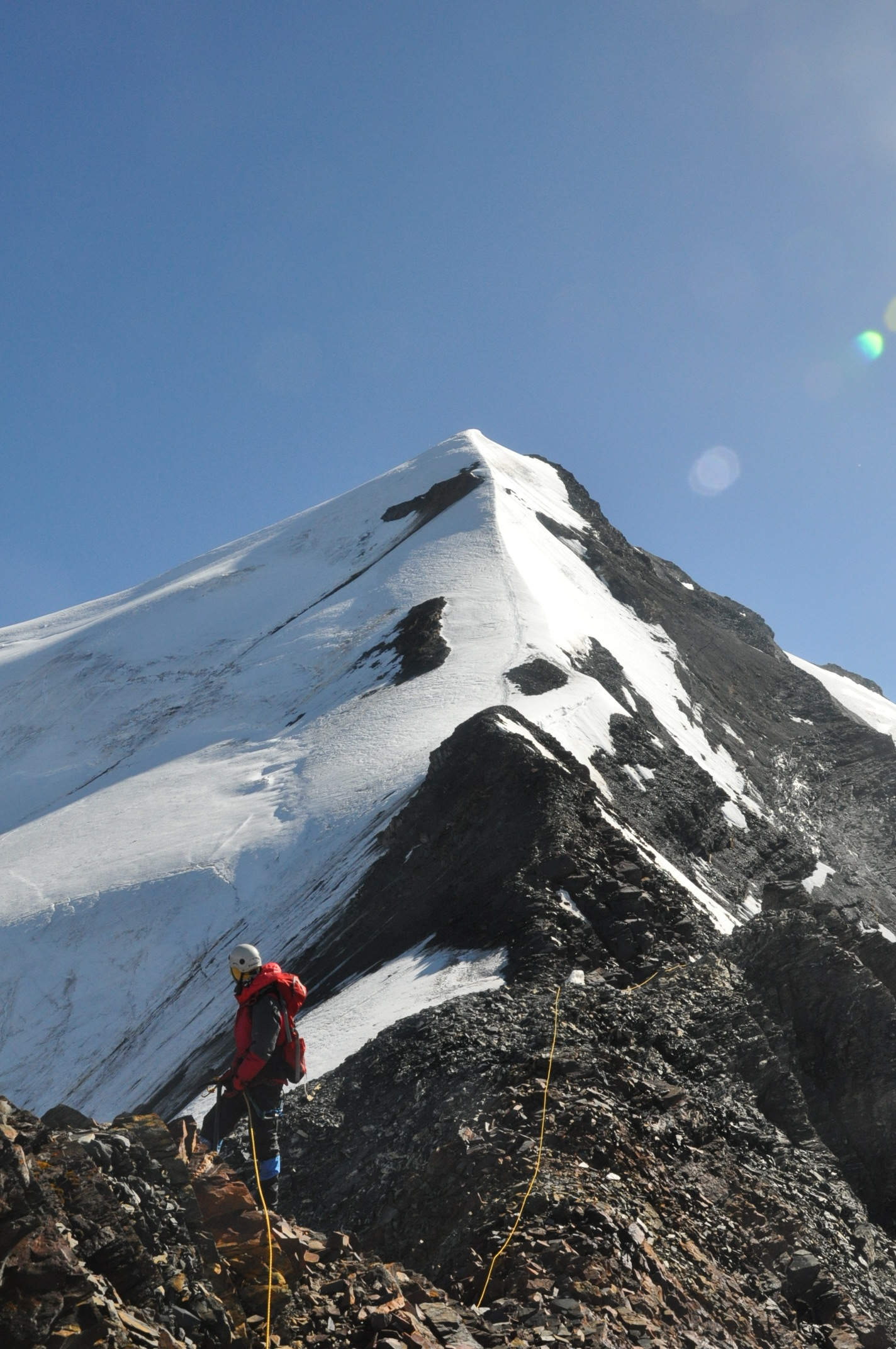
顶峰
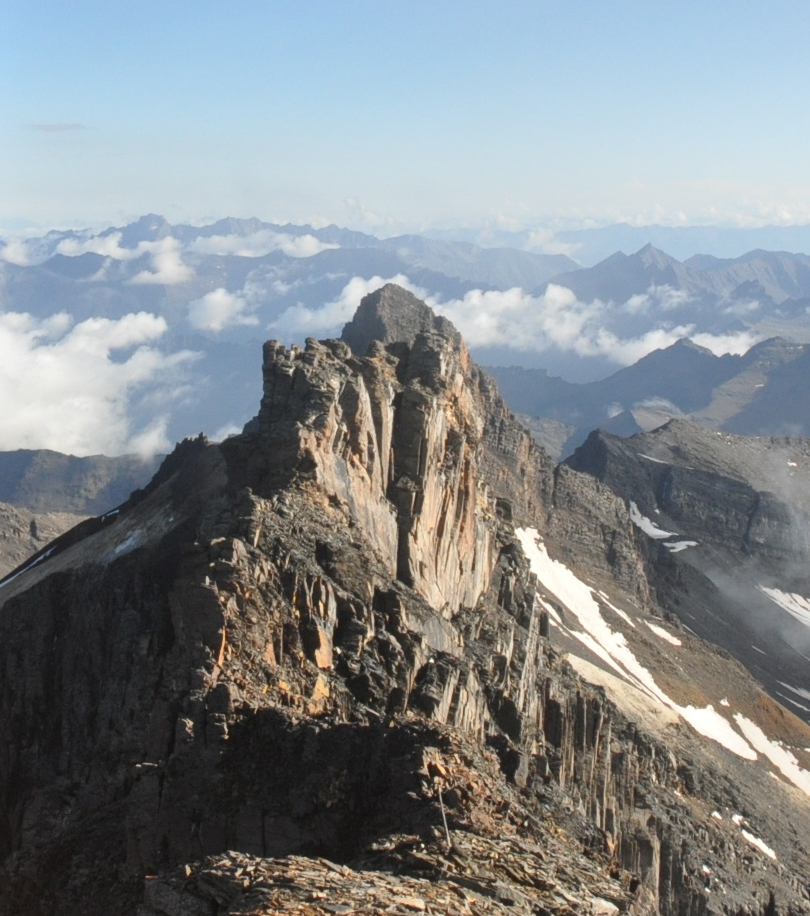
骆驼背
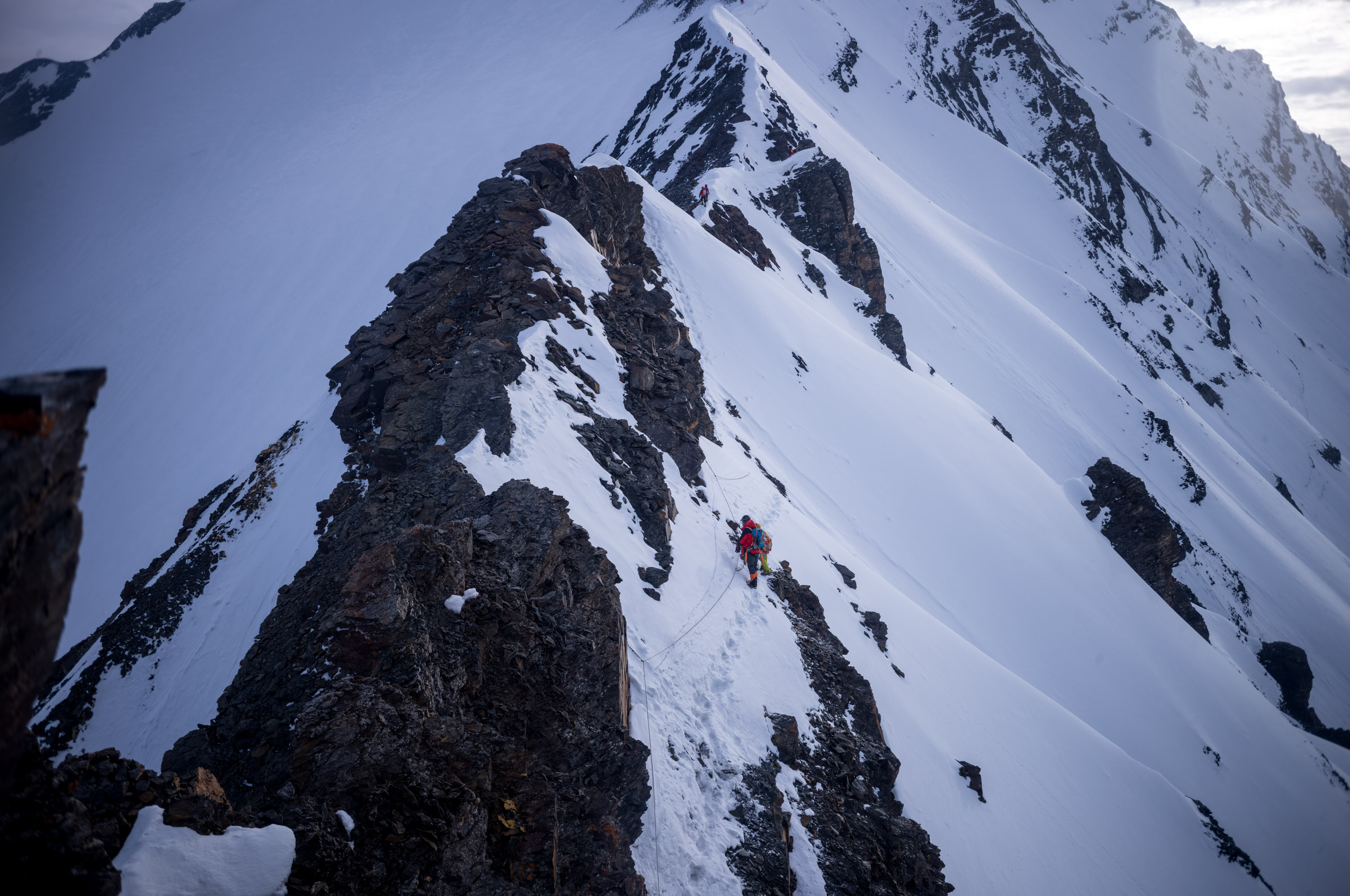
去往顶峰的山脊线上

## 参看
- 四川雪宝顶国家级自然保护区